# راستوویتسا
شهر راستوویتسا (به روسی: Растовица) در کشور مونته‌نگرو واقع شده‌است. جمعیت این شهر ۱٬۵۱۳ نفر  است.